# USS Altamaha (CVE-18)
L'USS Altamaha (AVG-18/ACV-18/CVE-18/CVHE-18) est un porte-avions d'escorte de classe Bogue construit pour la marine américaine pendant la Seconde Guerre mondiale.

## Construction
L'Altamaha appartient à la classe Bogue, classe de porte-avions d'escorte construit dans l'urgence au début de la seconde mondiale, par conversion de coques de cargo. Lorsque la quille est posée fin 1941, le navire est destiné à être un cargo, il est choisi pour conversion pendant la construction. Il doit son nom à l'Altamaha, un fleuve côtier de Géorgie. C'est le deuxième navire de la classe à recevoir ce nom, initialement attribué à une coque antérieure, qui est transféré à la Royal Navy et devient le HMS Battler.

## Service
Entrant en service fin 1942, l'Altamaha est affecté au théâtre pacifique. Il effectue plusieurs missions de convoyages d'avions et d'équipages de la Californie vers la Nouvelle-Calédonie, les Nouvelles-Hébrides, ou encore l'Australie. À l'été 1943, ces missions l'emmènent dans l'océan Indien, il débarque des appareils à Karachi. En octobre, il est de retour en Californie pour un carénage. Après celui-ci, il transporte à nouveau des avions vers l'Australie puis, après son retour, est affecté un temps à la qualification de pilotes pour l'appontage. A partir d'avril 1944, il forme, avec des destroyers, un groupe hunter-killer chargé de traquer les sous-marins japonais qui s'en prennent aux convois entre Hawaï et les îles Marshall. Le 11 avril, un sous-marin japonais tente sans succès de le torpiller. Il est de retour en Californie en mai, pour des réparations. Il traverse à nouveau plusieurs fois l'océan pour transporter des avions. Il est ensuite affecté à la Task Force 38. Avec d'autres porte-avions d'escorte, il a pour rôle de rester en arrière lors des batailles navales, et d'envoyer des avions aux porte-avions de première ligne, pour remplacer les appareils perdus au combat. Cependant, le 16 décembre, la flotte est prise dans le Typhon Cobra qui cause d'énormes dommages. L'Altamaha subit des voies d'eau, et la moitié des appareils présents sur le pont sont perdus, passant par-dessus bord. Néanmoins, aucun membre de son équipage ne perd la vie. Le navire reprend ses opérations de transport et de soutien, entrecoupées par un passage en Californie où il peut recevoir des réparations. Après la capitulation du Japon, il participe à l'opération Magic Carpet, c'est-à-dire au rapatriement des soldats.

## Décoration
Le navire a reçu une battle star.

## Fin de vie
Mis en réserve en 1946, il n'est jamais réactivé et est vendu à la ferraille en 1961. Il est démoli au Japon.